# شهرستان مارشال (تنسی)
شهرستان مارشال، تنسی (به انگلیسی: Marshall County, Tennessee) یک سکونتگاه مسکونی در ایالات متحده آمریکا است که در تنسی واقع شده‌است.

## خصوصیات
شهرستان مارشال ۹۷۴ کیلومترمربع مساحت دارد.